# Альфонс Лучни
Альфонс Лучни (нім. Alfons Luczny; 4 червня 1894, Качер — 12 серпня 1985, Айнбек) — німецький воєначальник, генерал-лейтенант люфтваффе (1 лютого 1944). Кавалер Лицарського хреста Залізного хреста.

## Біографія
16 вересня 1913 року вступив в 21-й польовий артилерійський полк. Учасник Першої світової війни, командир батареї, ад'ютант батальйону, полку. 30 листопада 1920 року вступив в поліцію, з липня 1923 року служив в поліції порядку в Оппельні. 1 червня 1935 року переведений в люфтваффе і 1 жовтня призначений командиром батареї 1-го зенітного полку. З 1 жовтня 1936 року — командир 1-го дивізіону 1-го зенітного полку, з 1 липня 1938 року — командир 13-го, з 30 жовтня 1939 року — 33-го, з 10 травня 1940 року — 3-го, с 11 червня 1940 року — 6-го зенітного полку. Учасник Польської і Французької кампаній. З 29 липня 1940 року — командир 1-ї прожекторної дивізії. 1 лютого 1942 року призначений генералом люфтваффе на островах Ла-Маншу і командиром 11-ї зенітної бригади, відповідав за протиповітряну оборону в цьому регіоні. 
З 1 жовтня 1943 року — командир 2-ї зенітної дивізії. Учасник боїв в Нормандії. 15 листопада 1944 року зарахований в резерв ОКЛ, а 30 грудня призначений начальником штабу перевезень при начальнику автотранспорту вермахту. 8 травня 1945 року взятий в полон американськими військами, в липні звільнений. 26 грудня 1945 року заарештований в Лейпцигу співробітниками СМЕРШ і вивезений в СРСР. 31 травня 1950 року військовим трибуналом військ МВС Ленінградського округу засуджений до 25 років таборів. 9 жовтня 1955 року переданий владі ФРН і звільнений.

## Нагороди
- Залізний хрест
  - 2-го класу (22 листопада 1914)
  - 1-го класу (4 вересня 1916)
- Хрест «За заслуги у війні» (Саксен-Мейнінген) (18 червня 1918)
- Королівський орден дому Гогенцоллернів, лицарський хрест з мечами (2 жовтня 1918)
- Сілезький Орел 2-го і 1-го ступеня (27 січня 1920) — отримав 2 нагороди одночасно.
- Почесний хрест ветерана війни з мечами
- Медаль «За вислугу років у Вермахті»
  - 4-го, 3-го і 2-го класу (18 років; 2 жовтня 1936) — отримав 3 медалі одночасно.
  - 1-го класу (25 років; 17 вересня 1938)
- Застібка до Залізного хреста
  - 2-го класу (7 липня 1940)
  - 1-го класу (19 липня 1940)
- Нагрудний знак зенітної артилерії люфтваффе
- Відзначений у Вермахтберіхт (10 лютого 1944)
- Німецький хрест в золоті (29 березня 1944)
- Лицарський хрест Залізного хреста (9 червня 1944)